# Pic Jay
Le pic Jay (en anglais : Jay Peak), est un sommet de 1 176 mètres d'altitude situé dans la municipalité de Jay, dans le comté d'Orleans au Vermont, dans le Nord-Est des États-Unis, tout près de la frontière avec le Canada.
Ce sommet fait partie des montagnes Vertes et possède la station de ski du même nom. Le pic Jay est flanqué à l'ouest par un autre sommet appelé Big Jay de 1 154 mètres d'altitude et au sud par Little Jay de 970 mètres.

## Toponymie
Le nom de Jay donné à la montagne et à la municipalité est en mémoire de John Jay (1745-1829).

## Histoire
Les gens commencent à s'établir à Jay vers 1810 principalement pour la coupe de bois. On note la présence d'une scierie et d'un moulin. En 1880 la population est de 696 personnes. Jay a alors trois églises de confessions chrétiennes différentes et un bureau de poste ouvert en 1836 qui est en opération jusqu'en 1905. Après 1900, la population diminue principalement à cause de nombreux feux de forêt. Bien que l'exploitation forestière soit la principale activité, l'agriculture et l'élevage commencent à prendre une importance.
Le 10 novembre 1943, un avion de l'Aviation royale du Canada s'écrase sur le versant ouest de la montagne près du sommet. Un membre de l'équipage militaire est tué.
Les routes traversant les vallées autour de la montagne (routes 242 et 105) sont construites dans les années 1950. Lors de la construction de la route 242 au pied du pic Jay, les sommets vers le sud sont nommés Gilpin Mountain (919 m) en mémoire des frères Gilpin. Un monument en pierre pour eux se trouve à l'entrée de la station de ski Jay Peak.

## Centre de ski
Au début des années 1950, Harold Haynes ouvre quelques pistes de ski de descente sur le côté nord-est de la montagne. Un remonte-pente mécanique T-bar est acheté et installé en 1955. En octobre 1956 c'est l'ouverture d'un centre de ski. Au début, le centre de ski Jay Peak est petit mais s’agrandit avec le temps. En 1956, Walter Foeger, un ancien champion autrichien de ski est engagé comme directeur général et va contribuer au développement du centre de ski. Un télésiège est installé pour la saison 1960-1961. Le domaine skiable au sommet de la montagne est ouvert via un télésiège double pour la saison 1965-1966. L'année suivante, la station installe une télécabine de 60 passagers surnommé le tramway Sky Haus : Ce qui est une première en Amérique du Nord. En 1968, l'entreprise Weyerhaeuser investit 300 000 $ dans le centre de ski, et prête plus de 2,2 millions de dollars. Un hôtel de 48 chambres est construit au pied de la montagne. En 1978, le groupe québécois Mont Saint-Sauveur International achète la station de ski. Pour encourager les skieurs québécois à fréquenter le centre (Montréal n'est qu'à 150 km), la station accepte les dollars canadiens à parité avec la monnaie américaine. La télécabine de 60 passagers est rénové et modernisé en 2000-2001.

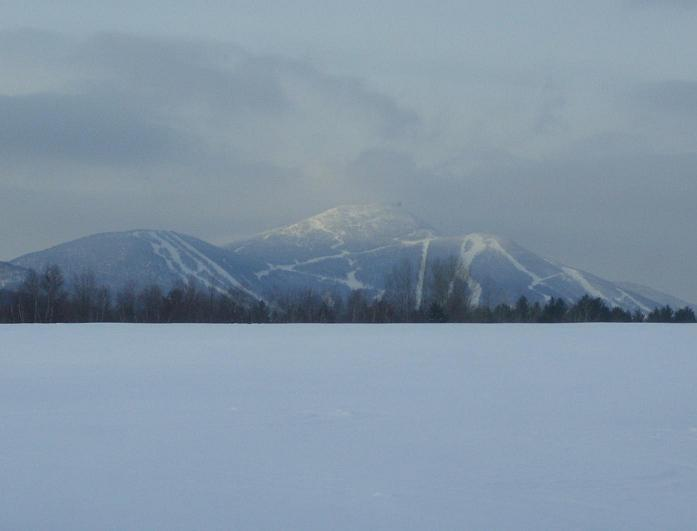
Vue du pic Jay depuis la frontière canadienne.

En 2008, un groupe dirigé par Bill Stenger achète la station. En 2010, un accord est signé avec l'État du Vermont. L'État cède 59,8 acres à la station de ski, pour sa part la station renonce à son bail de 418 acres de forêt à proximité de la montagne qui revient sous juridiction de l'État, et la station donne 166 acres au Green Mountain Club pour s'assurer que les 5,6 km du sentier pédestre de la Long Trail aient un tampon permanent de protection naturelle. En 2010, 13 millions de dollars d'améliorations sont apportées, y compris l'ouverture d'une aréna pour le patinage et le hockey. L'ancien Hôtel Jay est démoli et remplacé par un nouvel hôtel de 170 chambres.
Jay Peak est maintenant un centre de ski très populaire, très fréquenté par les Québécois. La station est à seulement 7 km au sud de la frontière canado-américaine. Jay Peak a 76 pistes couvrant 385 acres de terrain skiable. Plusieurs sentiers de ski hors-pistes se greffent à ses 76 pistes entretenus. Jay Peak reçoit 9 mètres de neige en moyenne annuelle. Lors de l'hiver 2007-2008, la station a enregistré 10,64 mètres de chutes de neige et à nouveau plus de dix mètres lors de l'hiver 2010-2011. En 2010, le magazine Yankee nomme Jay Peak comme la meilleure station de ski en Nouvelle-Angleterre.

## Sentier Long Trail

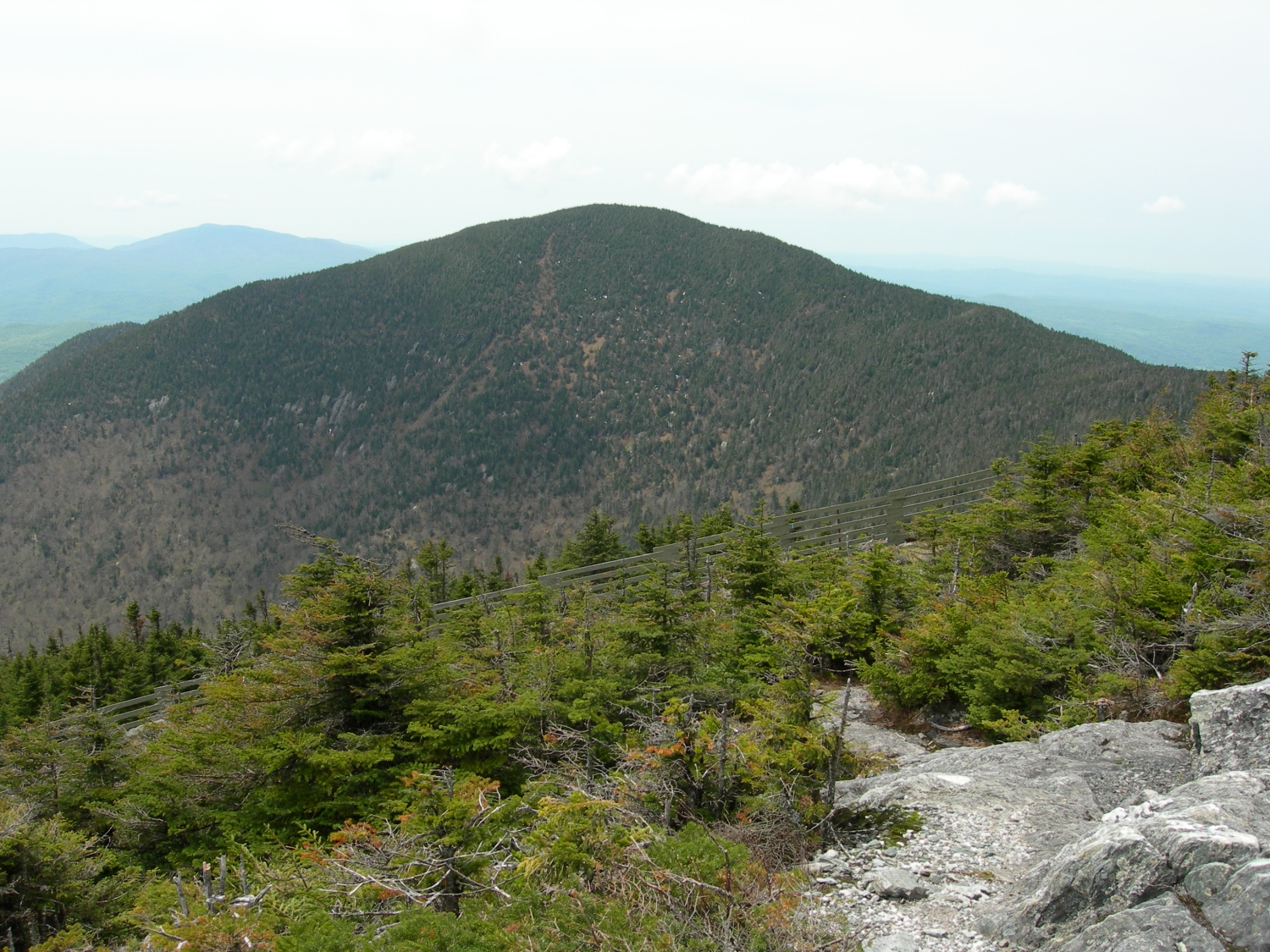
Vue du sommet de Big Jay depuis le sentier de la Long Trail sur le pic Jay.

Le pic Jay est la montagne la plus septentrionale traversée par la Long Trail (en). De la ville de Jay, en prenant la route 242 sud, le sentier de randonnée pédestre de la Long Trail mène au sommet de Jay Peak. Il y a un registre pour les randonneurs au départ du stationnement. Il n'y a pas de sentier de randonnée officiel sur Big Jay, bien qu'il y ait un sentier du sommet du pic Jay pour gravir le sommet de Big Jay. À l'été 2007, deux hommes coupent des arbres et ouvrent sans autorisation une piste de ski dans la zone protégée de la montagne. L'infraction est passible d'une amende maximale de 5 000 $ et de 5 années en prison. Les randonneurs et les skieurs sont encouragés à rester loin de ce sentier illégal de sorte que la végétation puisse récupérer et se reboiser.